# Denise Herrmann-Wick
Denise Herrmann-Wick (născută Herrmann; n. 20 decembrie 1988, Bad Schlema, Republica Democrată Germană, Germania) este o schioară de fond, medaliată olimpică. A participat la 3 ediții ale Jocurilor Olimpice (2014, 2018, 2022) în care a câștigat o medalie de aur și două medalii de bronz.